# 多摩川橋梁 (京王線)
多摩川橋梁（たまがわきょうりょう）は、東京都府中市と多摩市の境界にある多摩川に架かる、京王電鉄京王線の鉄道橋である。

## 概要
京王線の中河原駅 - 聖蹟桜ヶ丘駅間の多摩川に架かる橋梁である。
当橋梁は全長476メートル（21連）。
最初の橋梁は1925年（大正14年）3月24日、京王電鉄の前身である玉南電気鉄道の府中 - 東八王子間の開業と共に開通した橋長473メートルのプレートガーダー橋である。架橋当初は単線であったが、1964年（昭和39年）4月21日に単線のプレートガーダー橋が1本増設され複線化されている。1973年（昭和48年）3月に架替えられ、単線型プレートガーダー並列の形式に改められている。2014年（平成26年）9月に橋梁の耐震補強工事が実施された。

## 諸元
- 線数 - 複線
- 構造形式 - プレートガーダー
- 橋長 - 476メートル
- 竣工 - 1973年